# Retrocitomyia trinitatensis
Retrocitomyia trinitatensis är en tvåvingeart som beskrevs av Guilherme A.M.Lopes 1985. Retrocitomyia trinitatensis ingår i släktet Retrocitomyia och familjen köttflugor. Inga underarter finns listade i Catalogue of Life.